# Sierra Nevada Noroeste
Sierra Nevada Noroeste este o arie protejată (arie specială de conservare — SAC, sit de importanță comunitară — SCI) din Spania întinsă pe o suprafață de 801,05 ha, integral pe uscat.

## Localizare
Centrul sitului Sierra Nevada Noroeste este situat la coordonatele 37°10′43″N 3°18′49″W / 37.1786°N 3.3135°V.

## Înființare
Situl Sierra Nevada Noroeste a fost declarat sit de importanță comunitară în decembrie 1997 pentru a proteja 4 specii de plante și 19 specii de animale. Situl a fost protejat și ca arie specială de conservare în iulie 2020.

## Biodiversitate
Situată în ecoregiunea mediteraneană, aria protejată conține 13 habitate naturale: Pseudostepă cu ierburi și specii anuale de Thero-Brachypodietea, Galerii și tufărișuri riverane sudice (Nerio-Tamaricetea și Securinegion tinctoriae), Lande oro-mediteraneene cu formațiuni endemice de grozamă, Formațiuni ierboase bogate în specii de Nardus, dezvoltate pe substraturi silicioase în zone montane (și în zone submontane, în Europa continentală), Grohotișuri termofile și vest-mediteraneene, Formațiuni stabile xerotermofile de Buxus sempervirens pe pante stâncoase (Berberidion p.p.), Liziere de ierburi înalte hidrofile de câmpie și de nivel montan până la alpin, Tufărișuri termo-mediteraneene și de pre-deșert, Pajiști alpine și boreale, Formațiuni montane de Cytisus purgans, Pajiști oro-iberice cu Festuca indigesta, Pante stâncoase silicioase cu vegetație casmofită, Pajiști alpine și subalpine calcaroase.
La baza desemnării sitului se află mai multe specii protejate:
- plante (4): Laserpitium longiradium, Leontodon boryi, Pinguicula nevadensis, Scorzoneroides microcephala
- păsări (12): fâsă-de-câmp (Anthus campestris), acvilă de munte (Aquila chrysaetos), Aquila fasciata, buha (Bubo bubo), ciocârlie-cu-degete-scurte (Calandrella brachydactyla), dumbrăveancă (Coracias garrulus), presură de grădină (Emberiza hortulana), șoim călător (Falco peregrinus), acvilă pitică (Hieraaetus pennatus), ciocârlie de pădure (Lullula arborea), Oenanthe leucura, silvie de tufiș (Sylvia undata)
- mamifere (4): liliac cu aripi lungi (Miniopterus schreibersii), liliac cu picioare lungi (Myotis capaccinii), liliacul mediteranean cu potcoavă (Rhinolophus euryale), liliacul mic cu potcoavă (Rhinolophus hipposideros)
- nevertebrate (3): Baetica ustulata, fluturele auriu (Euphydryas aurinia), Polyommatus golgus

Pe lângă speciile protejate, pe teritoriul sitului au mai fost identificate 21 de specii de plante, 1 specie de mamifere.